# 성진초등학교
성진초등학교(醒進初等學校)는 대한민국 광주광역시 서구에 있는 공립 초등학교이다.

## 학교 연혁
- 1992년 3월 6일 백일국민학교로 개교
- 1996년 3월 1일 백일초등학교로 개칭
- 2016년 3월 1일 성진초등학교로 개칭(친일파 김백일의 백일을 버리고 광주학생항일운동을 주도한 성진회의 이름을 따와 개칭하였다.)

## 참고 자료
- 성진초등학교 - 한국교육학술정보원 학교알리미